# 莫桑比克簽證政策
外國公民入境 莫桑比克前必須從莫桑比克使領館處取得签证，除享有豁免簽證資格的國家的公民外。
若由馬普托國際機場入境，所有國家公民均可獲得落地簽證。

## 分布地圖

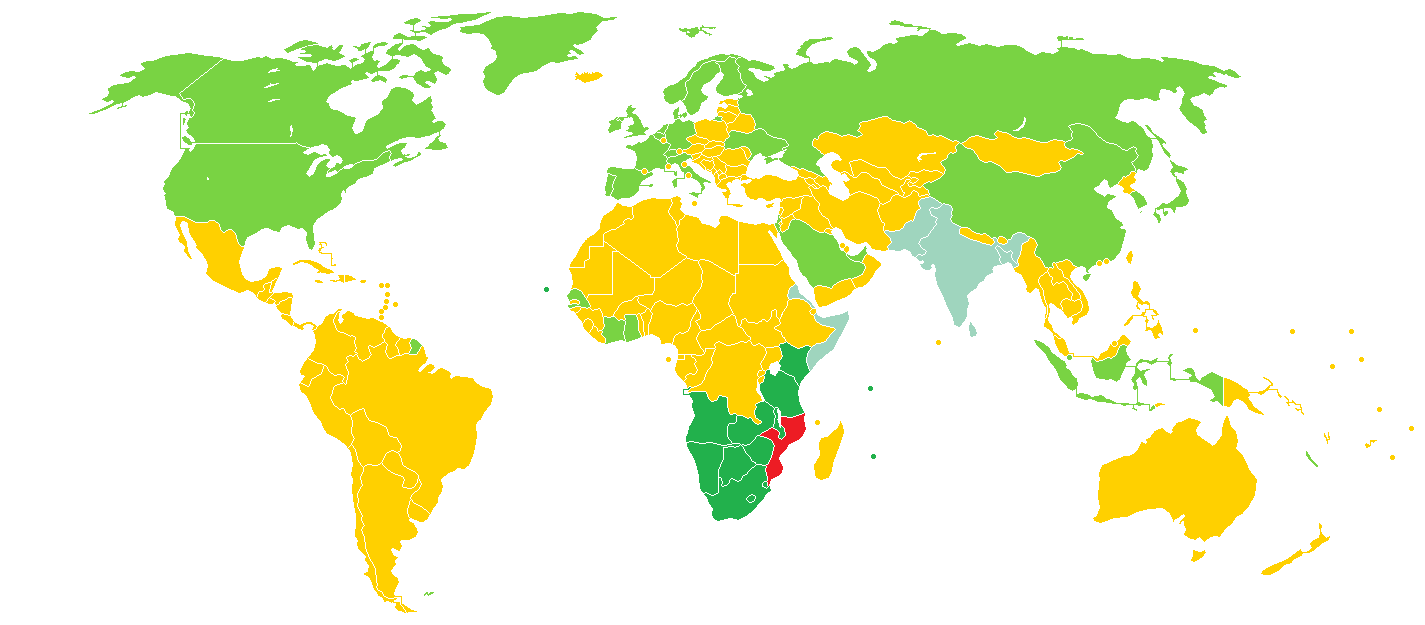
莫桑比克簽證政策
莫桑比克
免签
落地签

## 免簽證
下列10個國家的公民無需簽證，即可入境莫桑比克並停留不超過3個月：
| - 安哥拉 (30天) - 马拉维 | - 模里西斯 - 南非 - 坦桑尼亚 - 尚比亞 - 辛巴威 |

## 落地签
持有证明出于休闲目的旅行的文件（回程机票，住宿确认或邀请函），所有国家的公民都可以在抵达所有边境口岸时获得落地签。该签证有效期为30天。尽管签证表明只单次入境有效，但前往斯威士兰和南非的游客发现，如果仍然在30天的有效期内，则依然可二次入境。马普托机场最近开始接受信用卡支付签证费。